# 다니엘 드페르

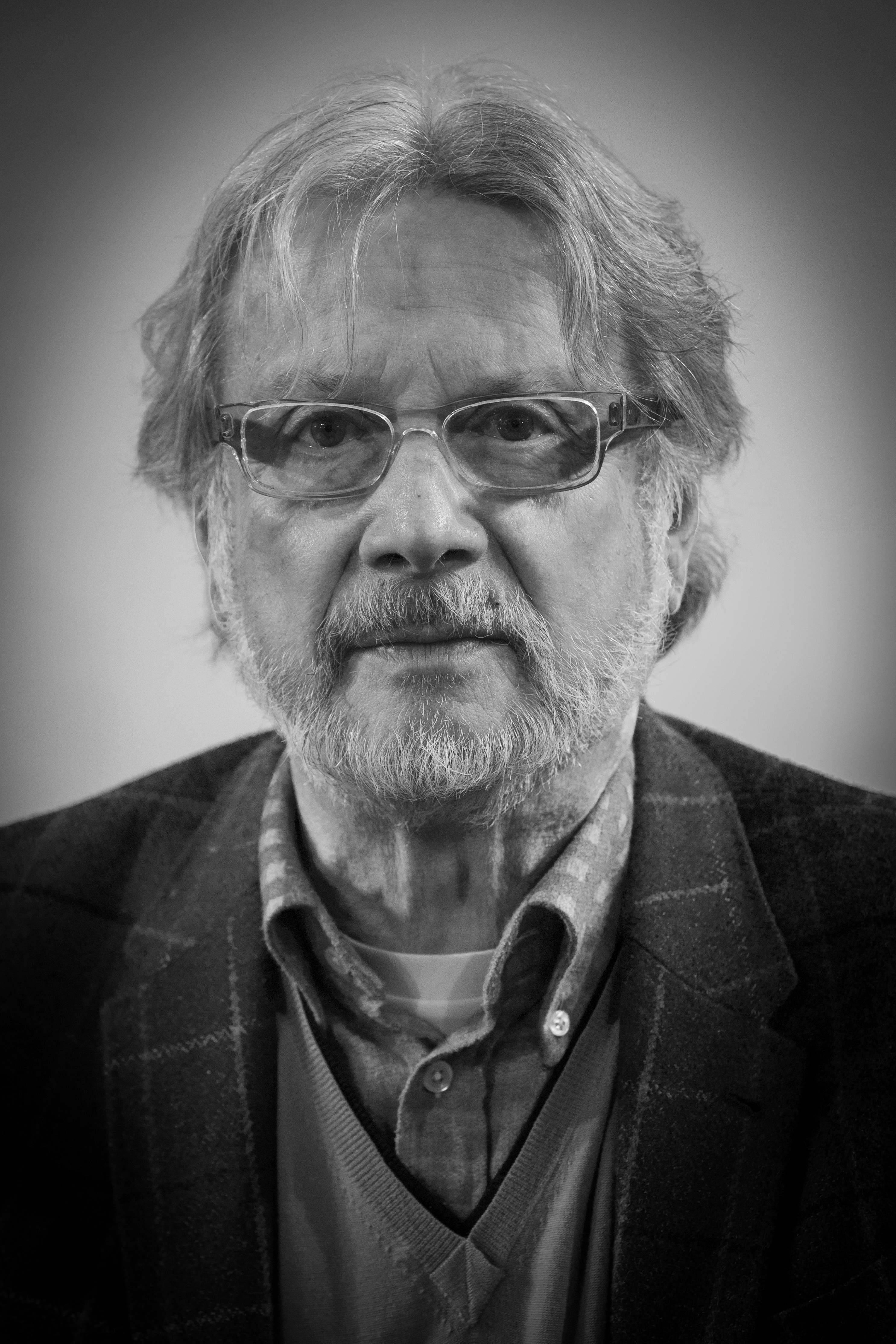
2015년의 드페르

다니엘 드페르(Daniel Defert, 1937년 9월 10일 ~ 2023년 2월 7일)는 프랑스의 사회학자이자 에이즈 운동가이다. 고인이 된 미셸 푸코의 동반자였던 드페르는 푸코가 질병과 관련된 합병증으로 사망한 후 프랑스 최초의 에이즈 옹호 단체인 AIDS를 공동 설립했다. 드페르는 푸코의 유산을 물려받았다.